# Klaus Schützeberg
Klaus Schützeberg (* 16. April 1941 in Berlin) ist ein ehemaliger deutscher Radrennfahrer und nationaler Meister im Radsport.

## Sportliche Laufbahn
Schützeberg war Straßenradsportler und auch im Bahnradsport aktiv. Er gewann 1965 die nationale Meisterschaft im Zweier-Mannschaftsfahren mit Hartmut Scholz als Partner. Scholz war Ostern 1965 aus der DDR in den Westen geflohen.
Vize-Meister wurde er mit Scholz, Günther Stolp und Burkhard Ebert 1965 in der Mannschaftsverfolgung, 1960 war er Dritter der nationalen Meisterschaft geworden.
1964 gewann er eine Etappe der Berliner Etappenfahrt und wurde Dritter im Rennen Enschede–Münster. Das Eintagesrennen Großer Conti-Straßenpreis gewann er 1965. 1968 wurde er hinter Klaus Simon Zweiter bei Rund in Berlin.